# New Zealand Central Premier League
De New Zealand Central Premier League is een voetbalcompetitie voor clubs uit centraal en het zuidelijk deel van het Noordereiland van Nieuw-Zeeland.

## Kampioenen
- 1992 - Wanganui East Athletic
- 1993 - Manawatu
- 1994 - Tawa
- 1995 - Wainuiomata
- 1996 - Western Suburbs
- 1997 - Miramar Rangers
- 1998 - Western Suburbs
- 1999 - Island Bay United
- 2000–2004 - geen competitie
- 2005 - Western Suburbs
- 2006 - Miramar Rangers
- 2007 - Western Suburbs
- 2008 - Miramar Rangers
- 2009 - Western Suburbs
- 2010 - Wellington Olympic
- 2011 - Miramar Rangers
- 2012 - Napier City Rovers
- 2013 - Miramar Rangers
- 2014 - Miramar Rangers
- 2015 - Napier City Rovers
- 2015 – Napier City Rovers
- 2016 – Wellington Olympic
- 2017 – Western Suburbs
- 2018 – Napier City Rovers
- 2019 – Western Suburbs
- 2020 – Miramar Rangers
- 2021 – Wellington Olympic
- 2022 – Wellington Olympic
- 2023 – Wellington Olympic

Auckland City · 
Canterbury United · 
Hawke’s Bay United · 
Southern United · 
Team Wellington · 
WaiBOP United · 
Waitakere United · 
Wellington Phoenix